# Взломщики сердец
«Взломщики сердец» (англ. I Heart Huckabees, также I ♥ Huckabees и I Love Huckabees) — философский фарс режиссёра Дэвида О. Расселла, вышедший в 2004 году.

## Сюжет
Эксцентричный защитник природы Альберт Марковски, одержимый идеей совпадений, происходящих в его жизни, обращается в необычное детективное агентство, в котором заправляет семейная парочка, использующая в своей работе нестандартные методы. Проводя расследование и постепенно впутывая в него коллег и близких Альберта, детективы приходят к выводу, что им всем необходима помощь.

## Актёрский состав
- Джейсон Шварцман — Альберт Марковски
- Изабель Юппер — Катрин Вобан
- Дастин Хоффман — Бернард Джаффе
- Лили Томлин — Вивиан Джаффе
- Джуд Лоу — Брэд Стэнд
- Марк Уолберг — Томми Корн
- Наоми Уоттс — Дон Кэмпбелл
- Анджела Грилло — Анджела Франко
- Гер Дуэни — Стивен Нимейри
- Дарлин Хант — Дарлин
- Кевин Данн — Марти
- Бенни Эрнандес — Дэви
- Ричард Аппель — Джош
- Бенджамин Нурик — Харрисон
- Джейк Максуорти — Тим
- Типпи Хедрен — Мэри Джейн Хатчинсон
- Саид Тагмауи — переводчик
- Джин Смарт — миссис Хутен
- Джона Хилл — Брет
- Ричард Дженкинс — мистер Хутен (не указан в титрах)